# Campi di alterazione geotermica di M.Rotondo e Sasso Pisano
Campi di alterazione geotermica di M.Rotondo e Sasso Pisano este o arie protejată (arie specială de conservare — SAC, sit de importanță comunitară — SCI) din Italia întinsă pe o suprafață de 121 ha, integral pe uscat.

## Localizare
Centrul sitului Campi di alterazione geotermica di M.Rotondo e Sasso Pisano este situat la coordonatele 43°09′36″N 10°51′25″E / 43.16°N 10.857°E.

## Înființare
Situl Campi di alterazione geotermica di M.Rotondo e Sasso Pisano a fost declarat sit de importanță comunitară în octombrie 2012 pentru a proteja 1 specie de animale. Situl a fost protejat și ca arie specială de conservare în mai 2016.

## Biodiversitate
Situată în ecoregiunea mediteraneană, aria protejată conține 4 habitate naturale: Pajiști uscate europene, Păduri de Castanea sativa, Câmpuri de lavă și excavații naturale, Păduri de Quercus suber.
La baza desemnării sitului se află o specie protejată de  păsări: ciocârlie de pădure (Lullula arborea)
Pe lângă speciile protejate, pe teritoriul sitului au mai fost identificate 4 specii de plante, 1 specie de păsări.